# زغبورة غروية
زغبورة غروية (الاسم العلمي:Stigmella glutinosae) هي نوع من الحشرات تتبع جنس الزغبورة من فصيلة السليلات.